# Монфа (Арьеж)
Монфа́ (фр. Montfa) — коммуна во Франции, находится в регионе Юг — Пиренеи. Департамент коммуны — Арьеж. Входит в состав кантона Ле-Ма-д’Азий. Округ коммуны — Памье.
Код INSEE коммуны — 09205.

## Население
Население коммуны на 2008 год составляло 80 человек.
| 1962 | 1968 | 1975 | 1982 | 1990 | 1999 | 2008 |
| ---- | ---- | ---- | ---- | ---- | ---- | ---- |
| 46   | 66   | 64   | 64   | 62   | 72   | 80   |

## Экономика
В 2007 году среди 48 человек в трудоспособном возрасте (15—64 лет) 30 были экономически активными, 18 — неактивными (показатель активности — 62,5 %, в 1999 году было 61,4 %). Из 30 активных работали 24 человека (16 мужчин и 8 женщин), безработных было 6 (3 мужчины и 3 женщины). Среди 18 неактивных 2 человека были учениками или студентами, 4 — пенсионерами, 12 были неактивными по другим причинам.